# CST6
CST6 (англ. Cystatin E/M) — білок, який кодується однойменним геном, розташованим у людей на короткому плечі 11-ї хромосоми. Довжина поліпептидного ланцюга білка становить 149 амінокислот, а молекулярна маса — 16 511.
| 10         |  | 20         |  | 30         |  | 40         |  | 50         |
| ---------- |  | ---------- |  | ---------- |  | ---------- |  | ---------- |
| MARSNLPLAL |  | GLALVAFCLL |  | ALPRDARARP |  | QERMVGELRD |  | LSPDDPQVQK |
| AAQAAVASYN |  | MGSNSIYYFR |  | DTHIIKAQSQ |  | LVAGIKYFLT |  | MEMGSTDCRK |
| TRVTGDHVDL |  | TTCPLAAGAQ |  | QEKLRCDFEV |  | LVVPWQNSSQ |  | LLKHNCVQM  |

A: Аланін

C: Цистеїн

D: Аспарагінова кислота

E: Глутамінова кислота

F: Фенілаланін

G: Гліцин

H: Гістидин

I: Ізолейцин

K: Лізин

L: Лейцин

M: Метіонін

N: Аспарагін

P: Пролін

Q: Глутамін

R: Аргінін

S: Серин

T: Треонін

V: Валін

W: Триптофан

Кодований геном білок за функціями належить до інгібіторів протеаз, інгібітор тіолових протеаз.
Секретований назовні.